# Psautier de Fécamp
Le psautier de Fécamp est un psautier enluminé réalisé vers la fin du XIIe siècle, peut-être pour Aliénor d'Aquitaine, successivement reine de France, d'Angleterre, et régente d'Angleterre. Le manuscrit est aujourd'hui conservé à la Bibliothèque royale des Pays-Bas sous la référence KW 76 F 13. Il tire son nom de l'Abbaye de la Trinité de Fécamp où il a été composé selon plusieurs historiens de l'art.

## Informations codicologiques
Le psautier contient 176 feuillets de parchemin de 232 X 169 mm. Le manuscrit est écrit en latin avec une police littera textualis encore proche de la minuscule carolingienne. Le bloc de texte mesure 169 X 109 mm et le texte est écrit sur une colonne de 22 lignes par feuille. En plus d'un calendrier des saints, le livre contient les 150 psaumes attribués au roi David, des hymnes et des chants, les Litanies des Saints, et quelques autres prières.
Le calendrier est suivi d'un certain nombre d'images avec des scènes de la vie du Christ sans texte d'accompagnement. La série d'images, annonciatrice de l'illustration des Heures de Marie dans les derniers Livres d'Heures, n'est pas complète.

Le manuscrit contient 27 miniatures pleine page (176/157x125/109 mm), 36 vignettes de calendrier (32/23 x 31/23 mm), 11 initiales historiées (120 x 80 mm et 70:20 x 74/19 mm) et des initiales décorées .

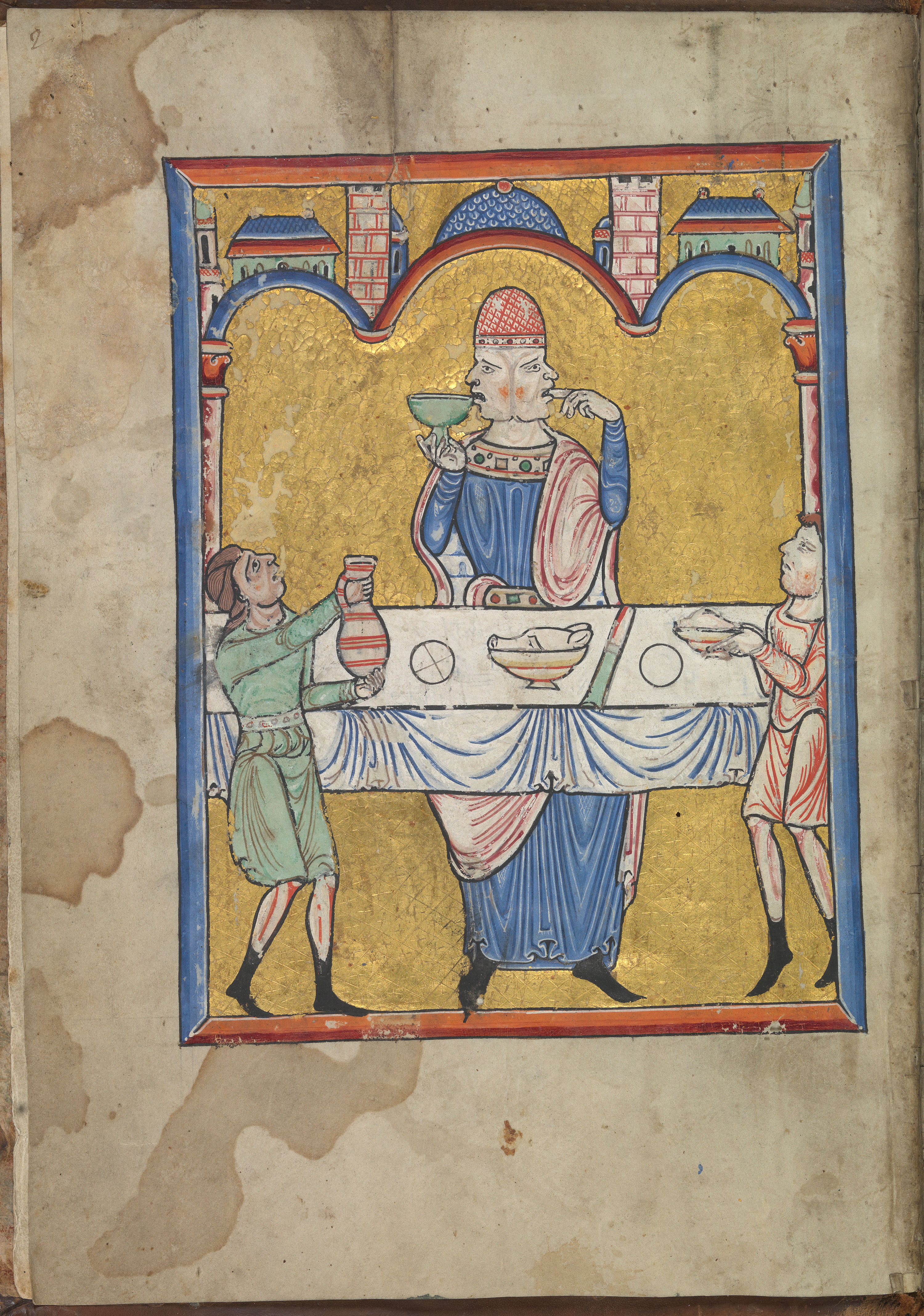
f1v : vignette du calendrier - Janvier
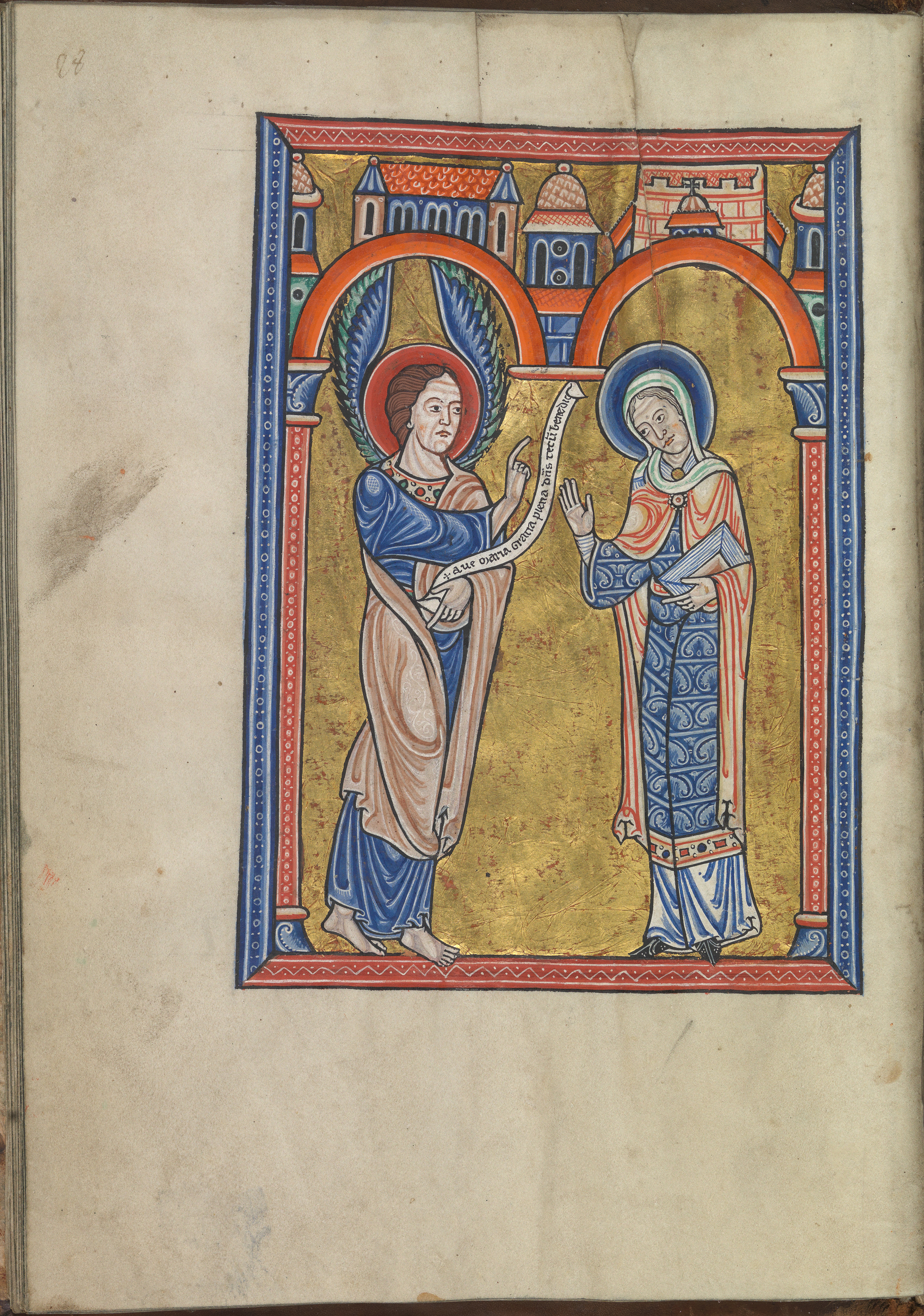
f14v : miniature du cycle avec la vie du Christ, l'Annonciation
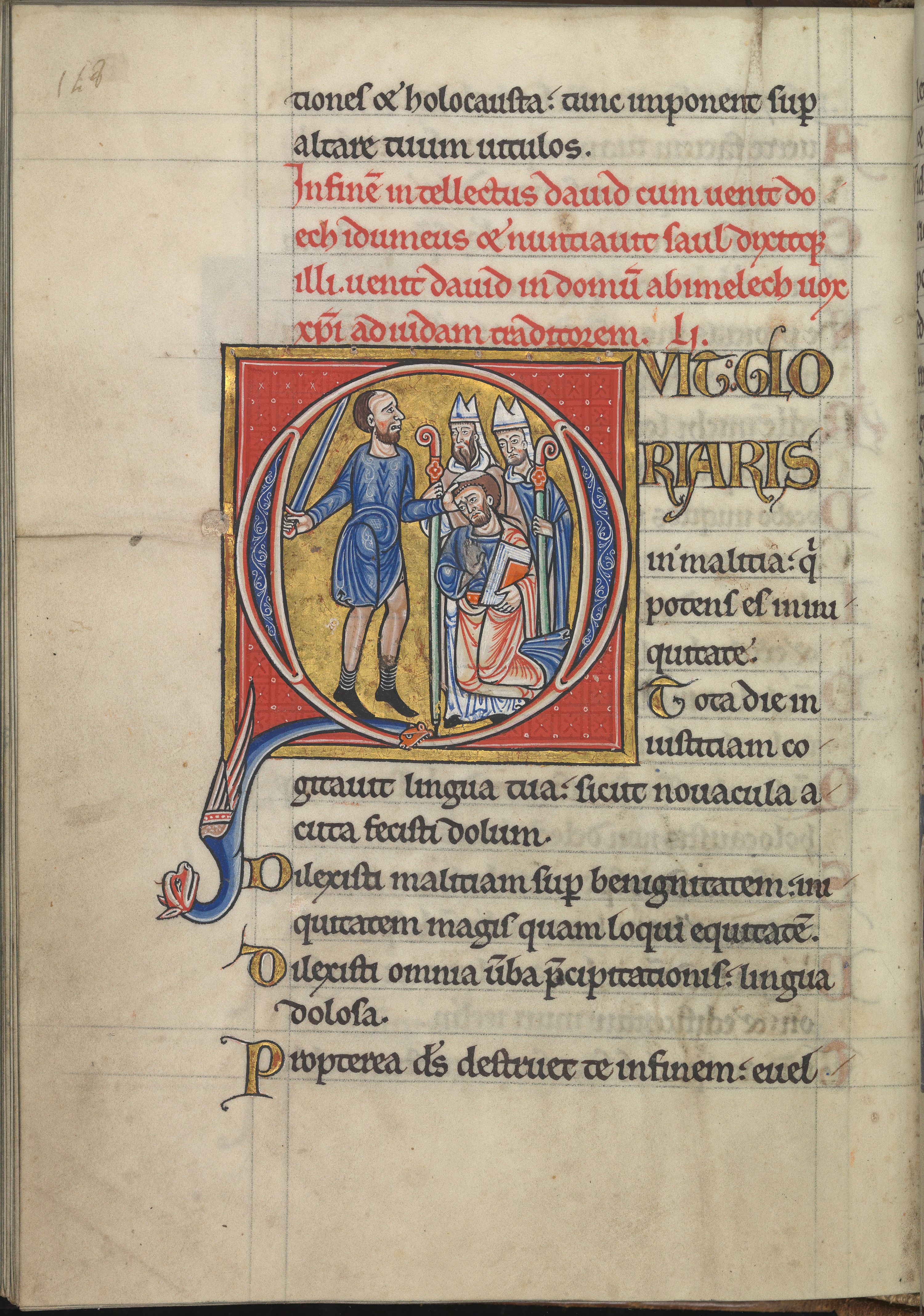
f74v : grande initiale historiée Psaume 51

## Historique
Les 150 premières années d'existence du psautier restent pour le moment dans l'ombre, mais selon un acte au dos du livre (f187v), le manuscrit a été écrit en 1369 par Gérard de Dainville, alors évêque d'Arras et plus tard de Thérouanne, offert à Jeanne des Planches, une parente, qui était religieuse à l'abbaye des Dames d'Étrun dans le diocèse d'Arras et devint plus tard abbesse de ce monastère. Le livre entra plus tard en possession de Georges-Joseph Gérard, fonctionnaire à Bruxelles, qui inscrivit son nom et la date 1767 au f0v.
La collection de Gérard est entrée en possession des Archives nationales néerlandaises en 1818 et a été transférée à la Bibliothèque royale des Pays-Bas en 1832,.

## Origine et datation
Le premier à dater ce psautier fut WGC Byvanck en 1898, qui le situa vers 1200 comme œuvre d'art anglo-normande. AW Byvanck conclut de l'occurrence du nom de saint Waneng les 9 et 16 janvier dans le calendrier, que le manuscrit doit provenir de l'abbaye de Fécamp, fondée par Waneng vers 600. L'origine normande de l'ouvrage ressortirait également de l'apparition des saints Wandrille, Léger et Eulalie. D'après les dates de canonisation et de translation de Thomas Becket, François, Dominique et Bernard, il est daté entre 1173 et 1223. Selon une étude ultérieure de Koseleff, l'œuvre serait datée d'environ 1180 et appartiendrait à un groupe de manuscrits originaires du nord-est de la France. Finalement, l'œuvre a été classée par Walter Cahn dans le style Channel. Il a suggéré qu'elle pourrait provenir de l'abbaye Notre-Dame de Ham dans le Vermandois, car les reliques de Waneng y ont été transférées au IXe siècle.
Selon une récente étude de 2012 de Marianne A. Schouten, le Psautier proviendrait des environs de Paris. Il utilise le calendrier parisien des saints et est en accord avec les Psautiers d'Ingeborg (1200) et de Blanche de Castille (1225). Sur la base d'une analyse du style, elle date le Psautier des alentours de 1200-1210.

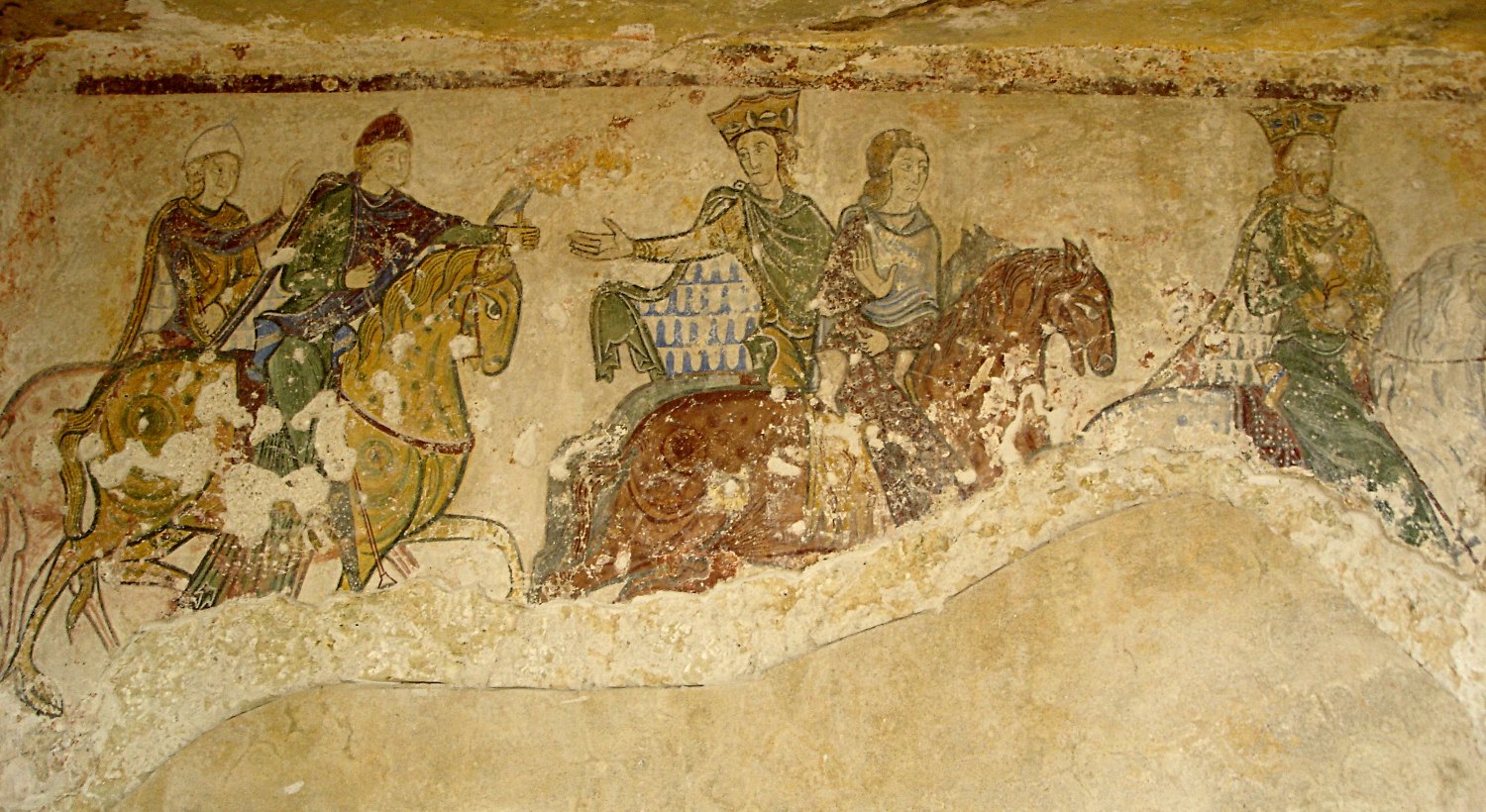
Fresque représentant une scène de chasse de la Chapelle Sainte-Radegonde de Chinon, où une figure centrale couronnée représenterait Aliénor d'Aquitaine.

## Commanditaire
Une étude de 2016 défend la thèse selon laquelle le psautier a été commandé par Aliénor d'Aquitaine, en attribuant sa création à l'abbaye de Fécamp, et en le datant de 1185. Jesús Rodriguez Viejo s'appuie sur les arguments suivants :
La ressemblance iconographique du portrait de la commanditaire au f28v en face de l'initiale beatus, avec l'image des rois mages vénérant Marie intronisée avec son enfant aux f17v et 18r. Les riches atours de la dame (vêtements, présence d'éléments en or sur son collier et sa ceinture), et l'exécution somptueuse, avec un usage intensif de la feuille d'or, notamment pour les fonds, indiquent une commanditaire de haut rang.
Quant à l'appartenance de la commanditaire à la famille Plantagenêt, il évoque le soutien royal angevin à l'abbaye de Fécamp, dont Henri de Sully, neveu du roi Étienne d'Angleterre, et cousin issu de germains du roi Henri II Plantagenêt, fut l'abbé de 1140 à 1187. Enfin, le motif de vair de la doublure du manteau de la dame, similaire à celui que l'on peut voir à l'intérieur du manteau de Henri II Plantagenêt sur les vestiges de peinture murale dans la Chapelle Sainte-Radegonde de Chinon, et qu'on trouve originellement sur la représentation de Geoffroy V d'Anjou Plantagenêt (1113-1151), père de Henri II, sur sa plaque tombale dans la cathédrale Saint-Julien du Mans, de même que la présence, dans le calendrier, d'Hilaire (Hylarii, f2r) et Radegonde (Radegundis virg., f9r), les deux saints patrons de Poitiers, patrie d'Aliénor, désignent cette dernière, d'après l'auteur.
Cependant, selon l'étude de 2012 mentionnée ci-dessus, l'origine parisienne du psautier et une date de réalisation entre 1200 et 1210, remettraient en question cette théorie, bien que cette origine et cette datation ne soient généralement pas acceptées. Des recherches plus poussées pourraient fournir une réponse définitive.

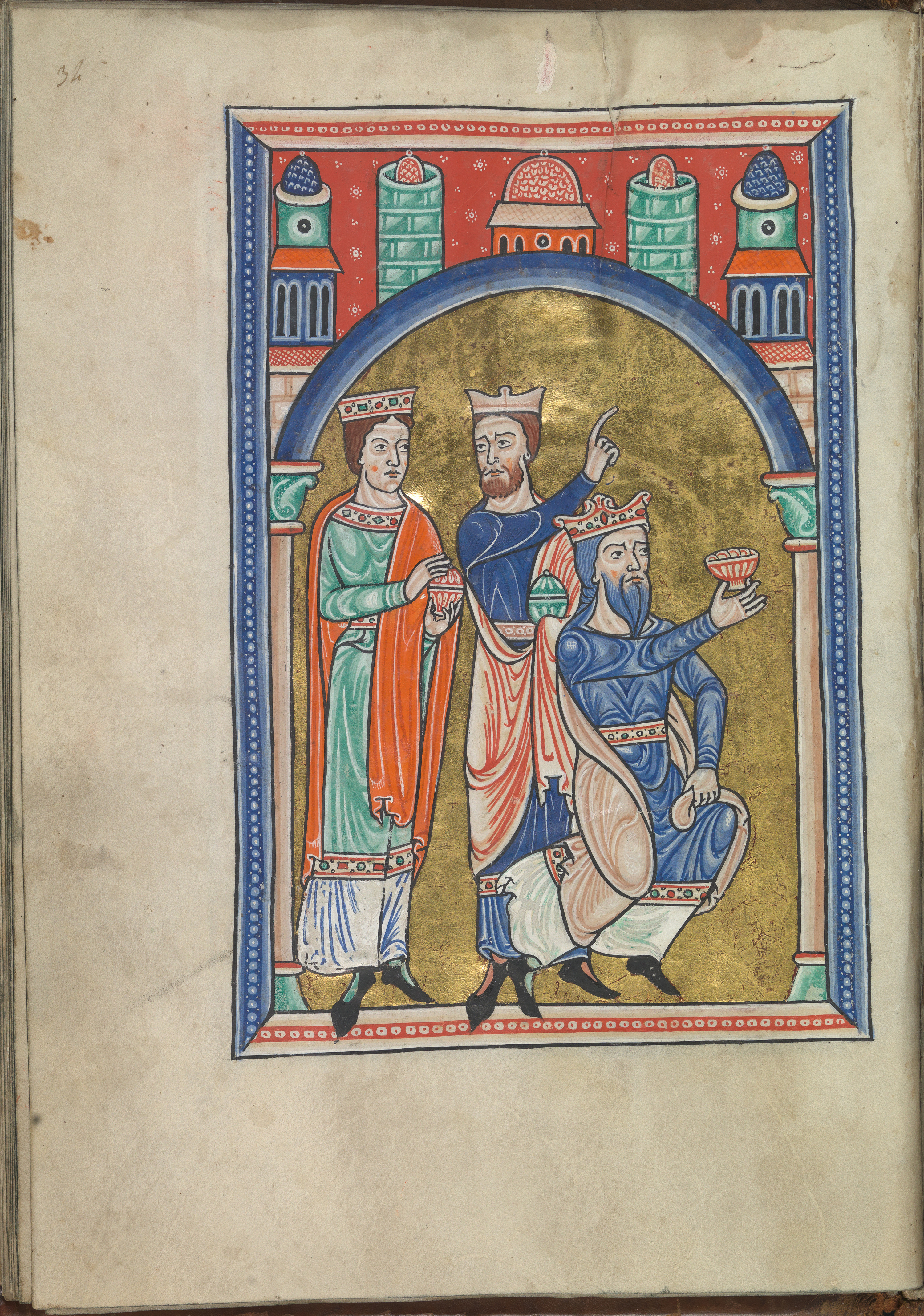
f17v : adoration du Christ par les Rois mages (1/2)
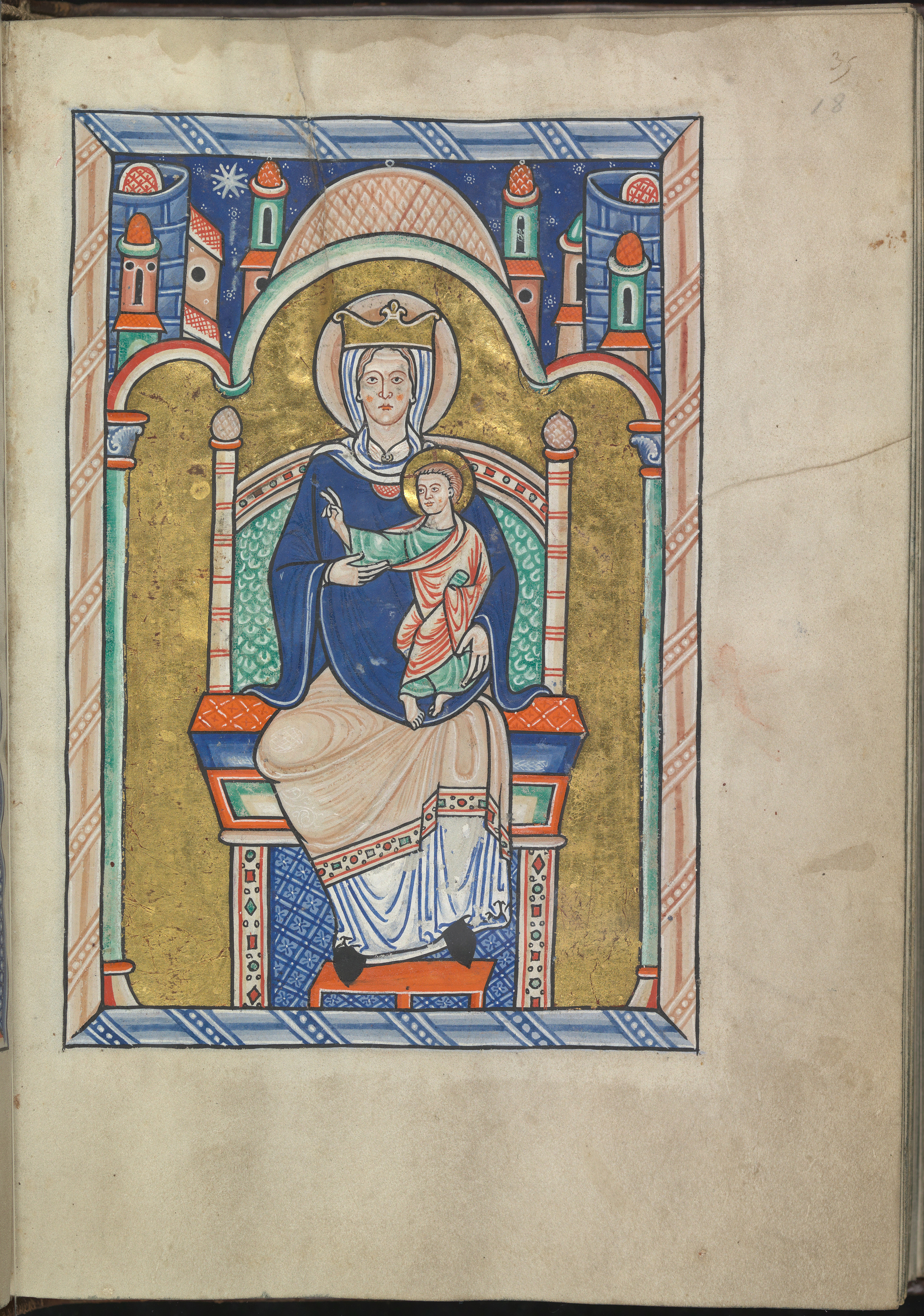
f18r : adoration du Christ par les Rois mages (2/2)
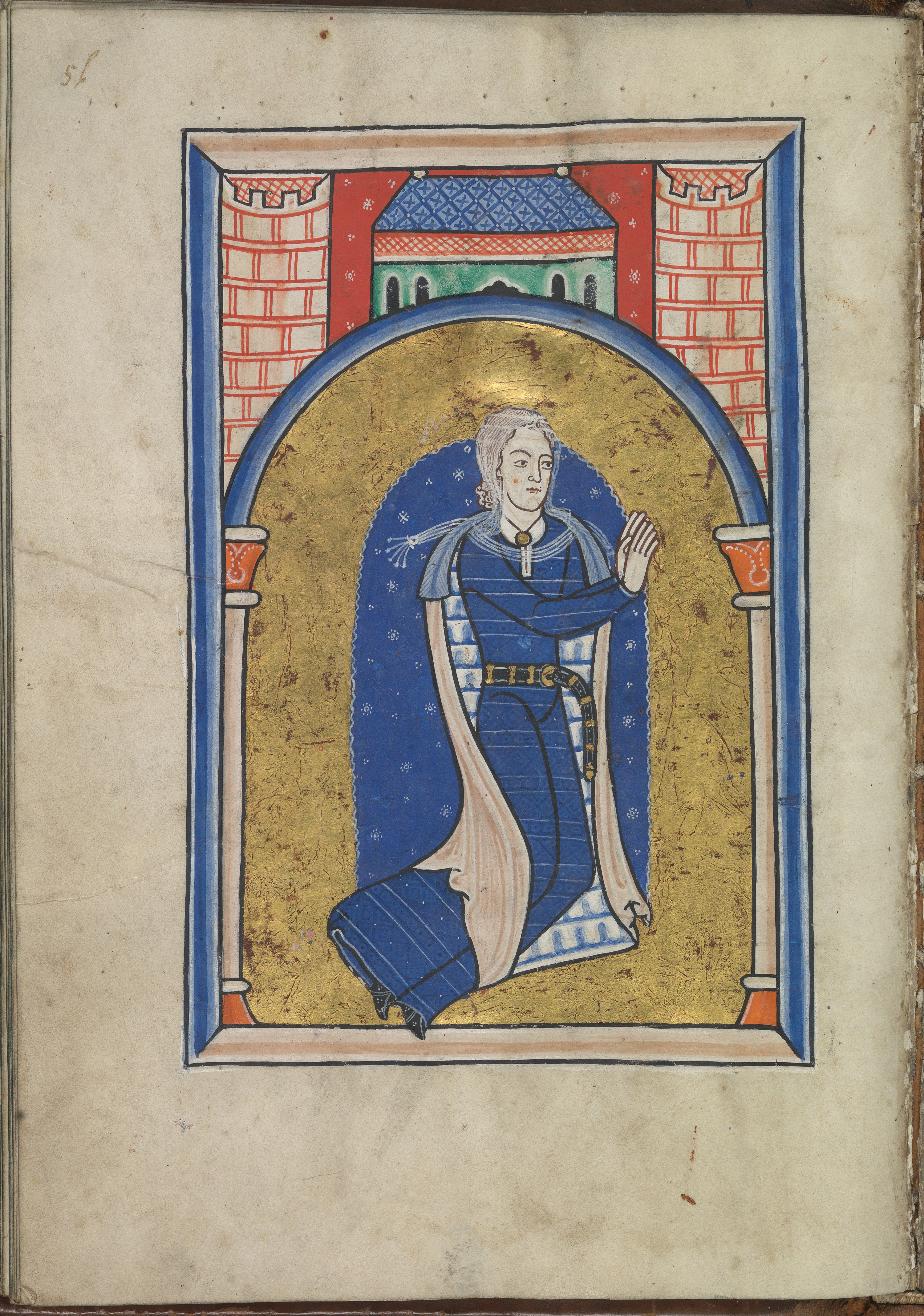
f28v : portrait de la donatrice
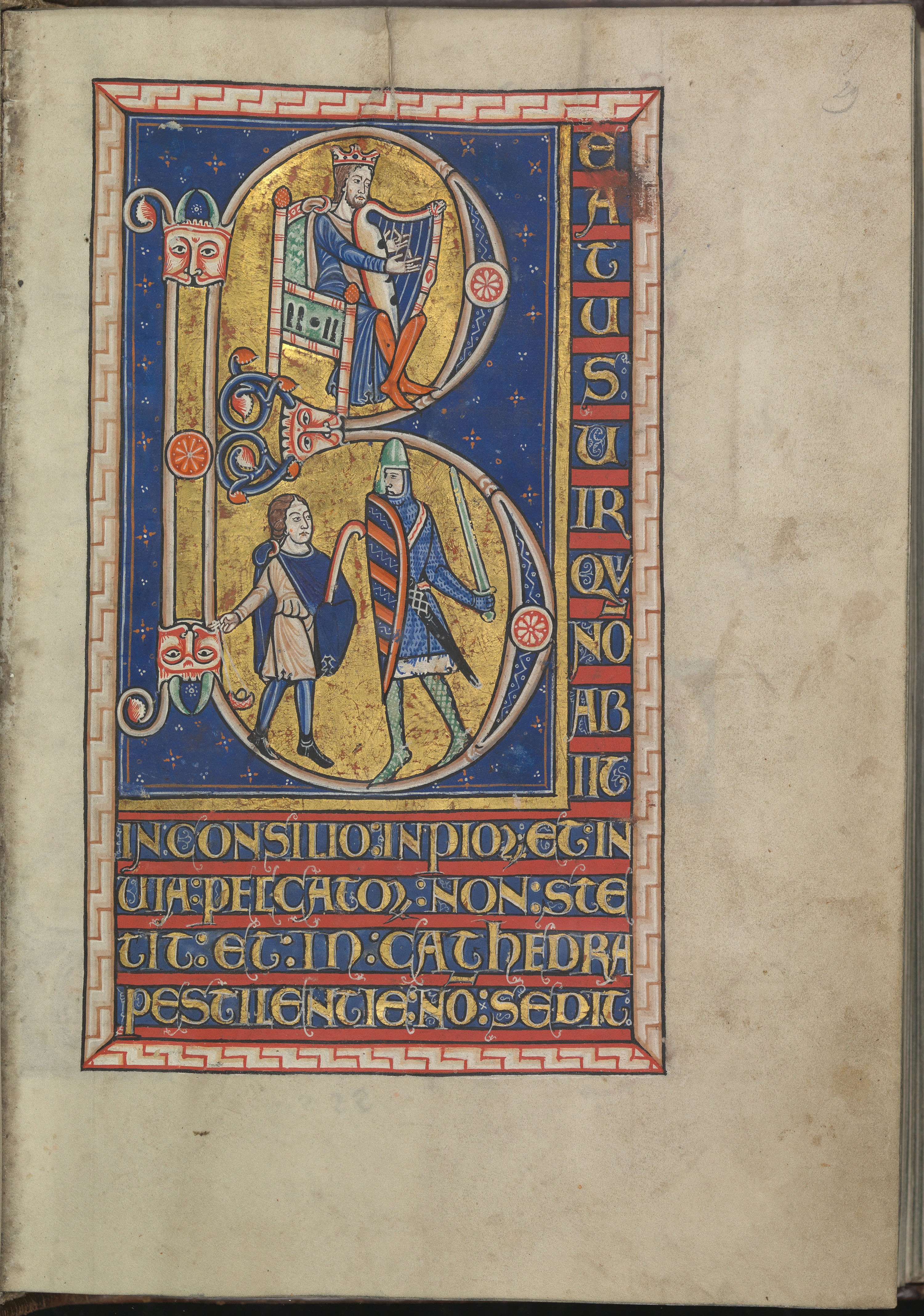
f29r : initiale de Beatus (Psaume 1)

## Contenu
- fo : page de garde
- f1v-f13r : calendrier
- f14v-f28r : vignettes pleine page sur la vie du Christ
- f28v : portrait de la donatrice
- f29r -f163v : psaumes
- f160v-f167r : chants et hymnes
  - f160v : Chant d'Isaïe, Isaïe 12:1-6 Confitebor tibi domine qui iratus es …
  - f161r : Chant d'Ezéchias, Esaïe 38:10-12: Ego dixi in dimidio...
  - f161v : Chant d'Anne, 1 Samuel 2:1-10: Exultavit cor meum in domino et exaltatum
  - f162v : Chant de Moïse, Exode 15:1-13,17-20: Cantemus domino gloriose
  - f163v : Chant d'Habacuc, Habacuc 3:2-19 Domine auditum
  - f165r : Chant de Moïse, Deutéronome 32 :1-44 : Audite celi quae loquor…
  - f168r : Chant des trois Hébreux dans le four, Daniel 3:57-88 : Benedicite omnia opera
  - f169r : Chant de Siméon, Luc 2:29-32 : Nunc dimittis
  - f169r : Chant de la Vierge Marie, Luc 1:46-55 : Magnificat
  - f169v : Chant de Zacharie, Luc 1:68-79: Benedictus dominus deus Israël
- f170r-f171v : Credo d'Athanase (Quicumque remplit)
- f172r-f172v : Hymne d'Augustin et Ambroise, Te Deum laudamus
- f172v-175r : Litanies des Saints
- f175r-176r : Collecta de Trinitate et autres collections
- f176v : acte

## Caractéristiques
Le psautier d'Aliénor est très richement décoré, comme d'autres psautiers créés à la même époque. L'enluminure est du style dit « Channel » qui trouve probablement son origine à Paris dans le troisième quart du XIIe siècle et s'est rapidement répandu de part et d'autre de la Manche (Channel en anglais).

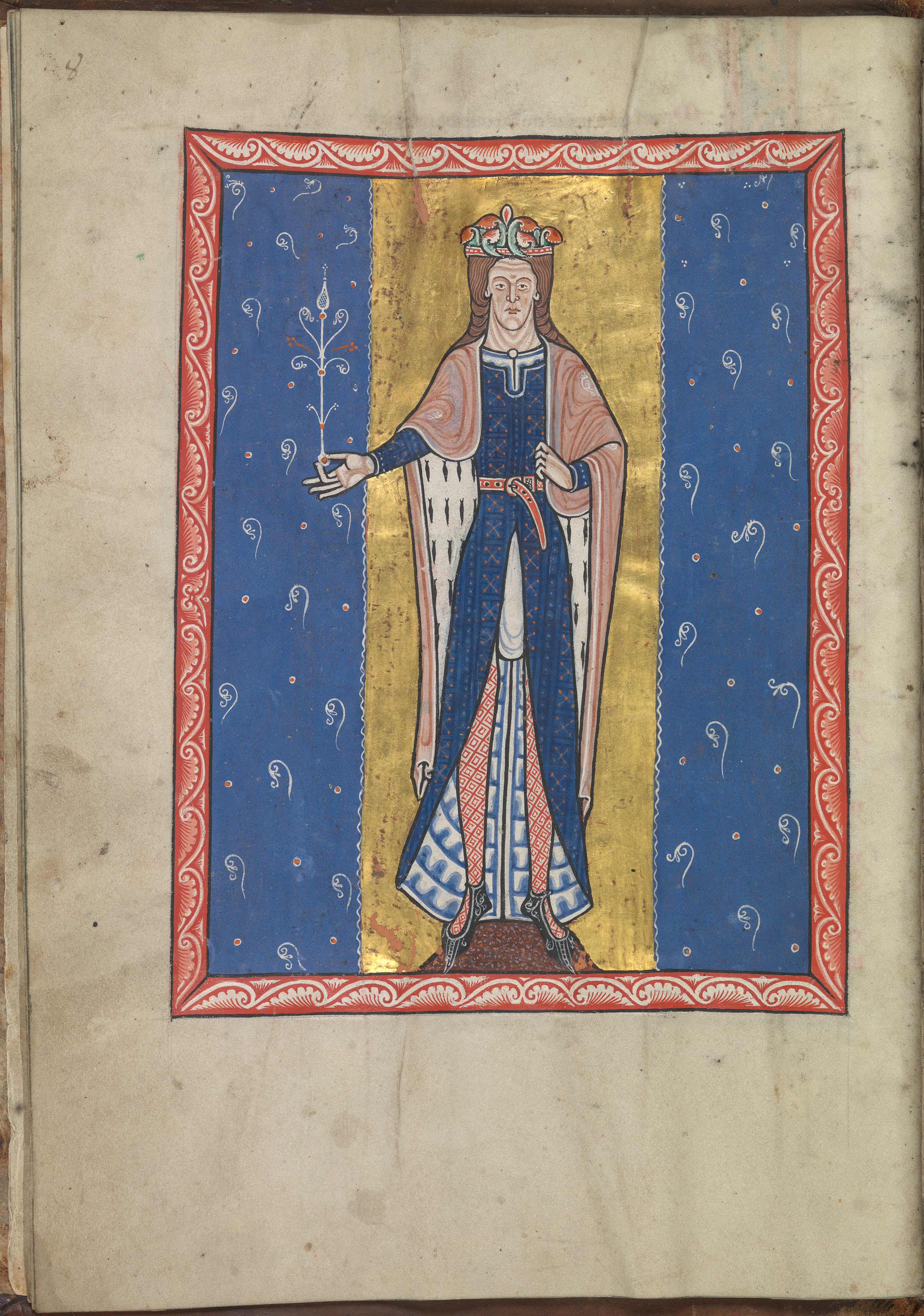
f4v : vignette du calendrier d'avril
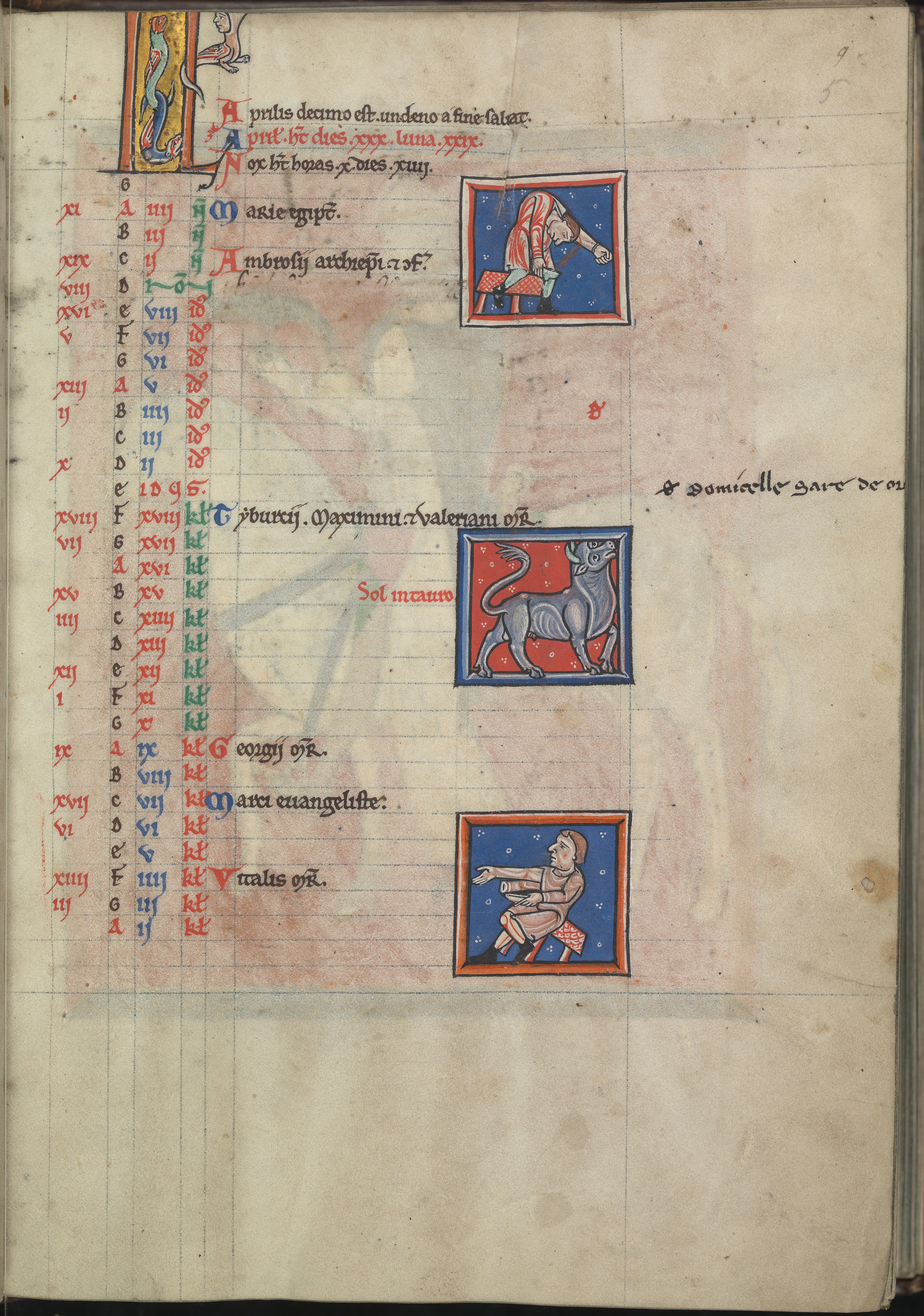
f5r : page du calendrier d'avril

La décoration du calendrier est assez particulière. À l'époque en question, il s'agissait normalement de petites miniatures qui étaient appliquées sur la page du calendrier elle-même. On voit ici que chaque page de calendrier au recto, représentant les travaux du mois, est accompagnée d'une vignette pleine page au verso de la précédente. Sur chaque page de calendrier se trouvent alors trois petites miniatures : une avec le signe du zodiaque du mois et deux autres représentant une effusion de sang. Ceci est unique dans le contexte des manuscrits religieux enluminés.
Le calendrier est suivi de quatorze miniatures pleine page représentant des images de la vie de Jésus. Il y en avait probablement dix-huit à l'origine et quatre ont été perdues.
La dernière miniature pleine page est celle de la donatrice, une noble dame représentée en f28v en face de la grande initiale du psaume 1.
Dans le reste du manuscrit, nous trouvons une initiale décorée au début de chaque psaume. Elles ont généralement trois lignes de haut (sauf pour le 'I' qui devient de plus en plus grand). Les lettres initiales des Psaumes 1, 26, 38, 51, 52, 68, 80, 97, 101 et 109 sont plus grandes, avec 7 à 9 lignes de haut, car elles marquent la subdivision en dix parties du psautier. L'initiale du Psaume 1 occupe les trois quarts du bloc de texte. Les initiales des autres prières sont également agrandies.

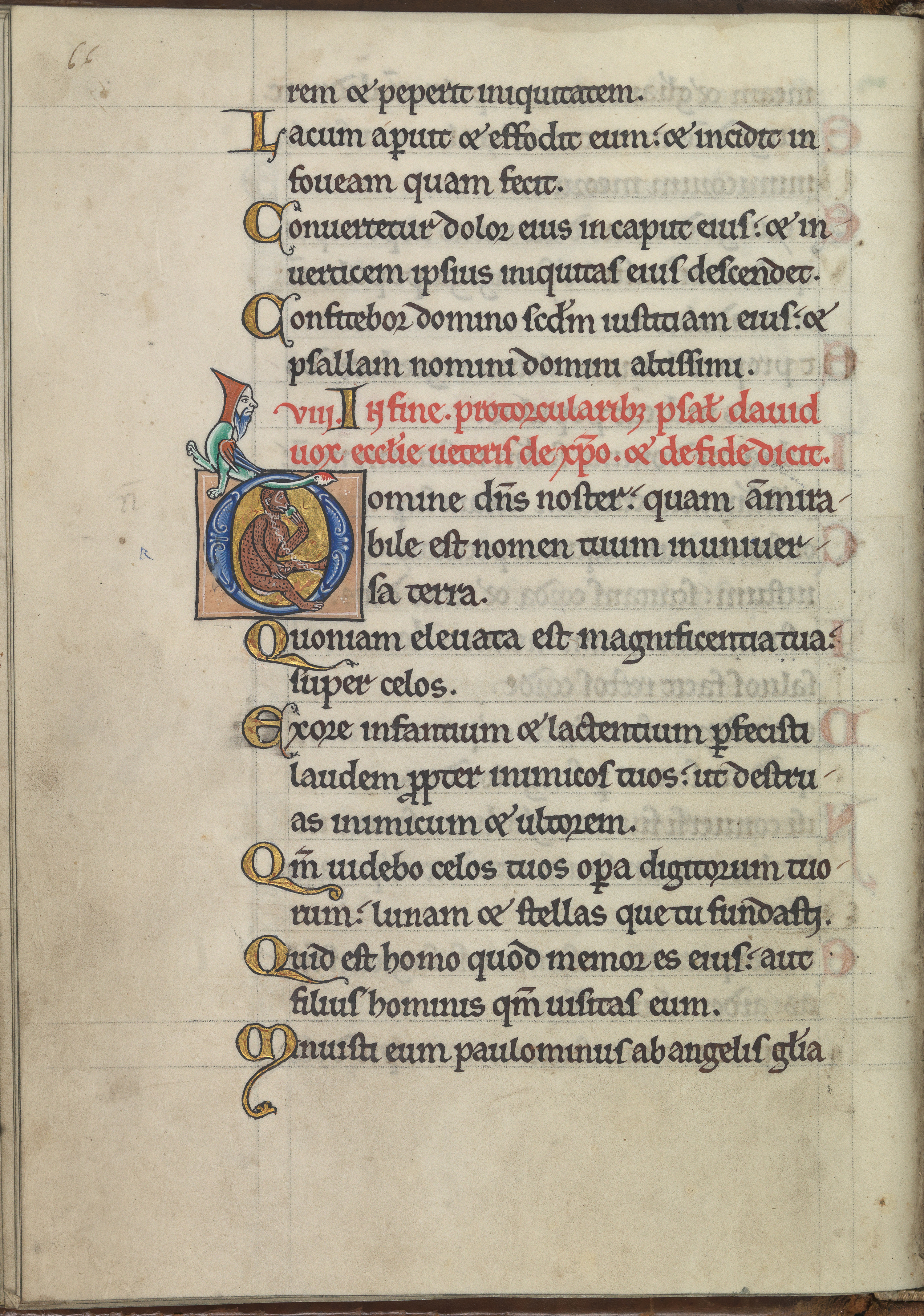
f33v : initiale historiée
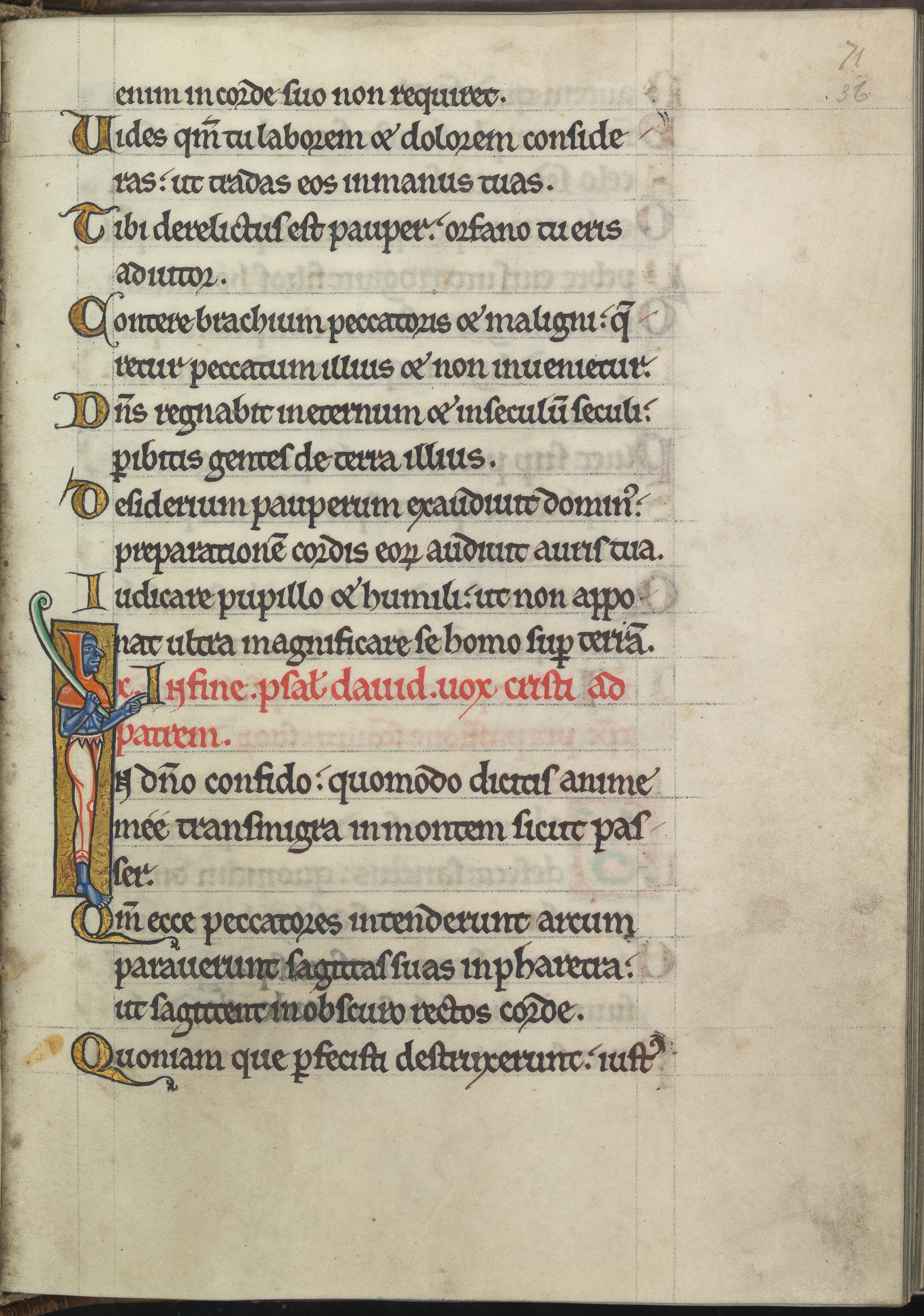
f36r : initiale longue
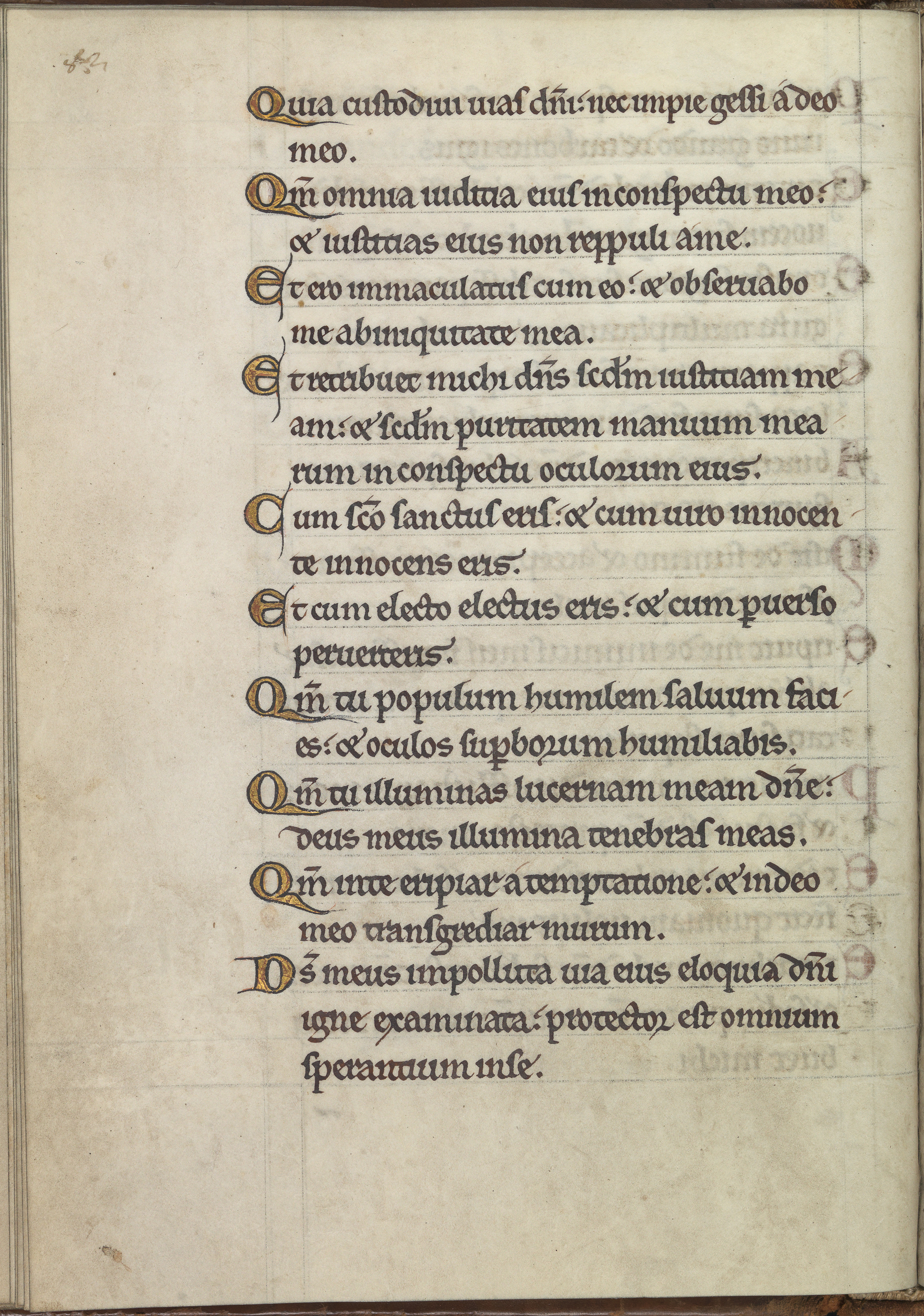
f41v : initiales à la feuille d'or

Les décorations des initiales sont constituées de motifs de feuilles, de spirales, de dragons, de têtes de lion et de chien, d'animaux musiciens, de créatures mythiques et de masques et visages. Trois motifs ornementaux se retrouvent dans presque toutes les miniatures du psautier : la feuille d'acanthe enroulée, la tête de chien ou de lion et le masque. La palette se compose de vert, bleu, rouge, noir et marron, et la feuille d'or a été largement utilisée. Les initiales et les miniatures sont toujours encadrées d'un liseré noir. Toutes les lettrines sont faites à la feuille d'or. Le style des initiales décorées est tout à fait conforme au style Channel tel que décrit par Cahn, seuls les animaux musiciens n'ont pas été mentionnés par lui au premier abord.
En ce qui concerne les miniatures pleine page, une grande similitude peut être trouvée entre le psautier de Fécamp et d'autres psautiers de la même époque quant à la composition, mais la représentation des personnages est différente. Les vêtements, les matières utilisées et les plis des vêtements sont très similaires.